# جمشید جهان‌زاده
جمشید جهان‌زاده کشکولی (زاده ۱۲ فروردین ۱۳۳۰ در گچساران) بازیگر سینما و تلویزیون اهل ایران است.